# Charlie Rix
Charlie Rix ist ein britischer Schauspieler und Synchronsprecher.

## Leben
Rix debütierte 2016 in den Kurzfilmproduktionen The Bin Bag Girls und Bailiff als Filmschauspieler. Im selben Jahr war er als Synchronsprecher im Computerspiel Dragon Quest Heroes II zu hören. 2017 wirkte er in einer Episode der Fernsehserie Doctors mit. Es folgten Engagements für die Fernsehserie Back to Life und der Filmproduktion Martyrs Lane. 2023 stellte er in zwei Episoden der Fernsehserie Simon Becketts Die Chemie des Todes die Rolle des Shane Brenner dar. Im selben Jahr wirkte er im Kurzfilm Spag Bol mit, der am 5. Juni 2023 auf dem London International Short Film Festival gezeigt wurde. 2024 wirkte er in drei Episoden der Miniserie Masters of the Air in der Rolle des Lt. Van Noy mit. Außerdem spielte er 2024 im Kurzfilm Backmask in der Rolle des Angus Meyer mit. Für seine im Kurzfil erbrachten Leistungen erhielt er den Preis als bester Nebendarsteller auf dem British Horror Film Festival. Im selben Jahr stellte er in vier Episoden der Fernsehserie Der Herr der Ringe: Die Ringe der Macht den Elb Vorohil dar.

## Filmografie (Auswahl)
- 2016: The Bin Bag Girls (Kurzfilm)
- 2016: Bailiff (Kurzfilm)
- 2017: Doctors (Fernsehserie, Episode 18x152)
- 2019; 2021: Back to Life (Fernsehserie, 2 Episoden, verschiedene Rollen)
- 2021: Martyrs Lane
- 2023: Simon Becketts Die Chemie des Todes (The Chemistry of Death, Fernsehserie, 2 Episoden)
- 2023: Spag Bol (Kurzfilm)
- 2024: Masters of the Air (Miniserie, 3 Episoden)
- 2024: Backmask (Kurzfilm)
- 2024: Der Herr der Ringe: Die Ringe der Macht (The Lord of the Rings: The Rings of Power, Fernsehserie, 4 Episoden)

## Synchronisationen (Auswahl)
- 2016: Dragon Quest Heroes II (Computerspiel)
- 2019: Final Fantasy XIV: Shadowbringers (Computerspiel)
- 2023: Final Fantasy XVI (Computerspiel)